# Steak

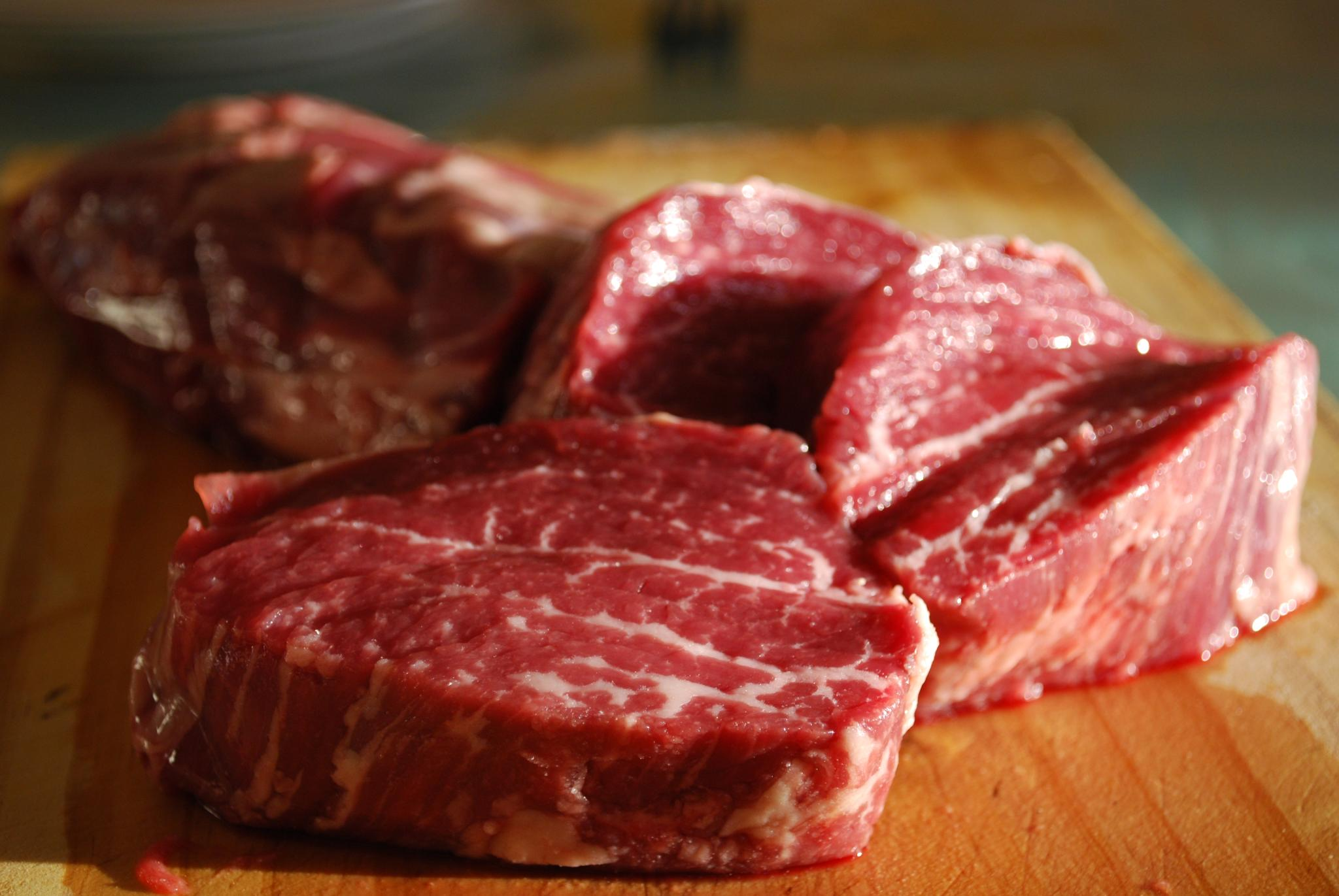
Rohe Filetsteaks vom Weiderind

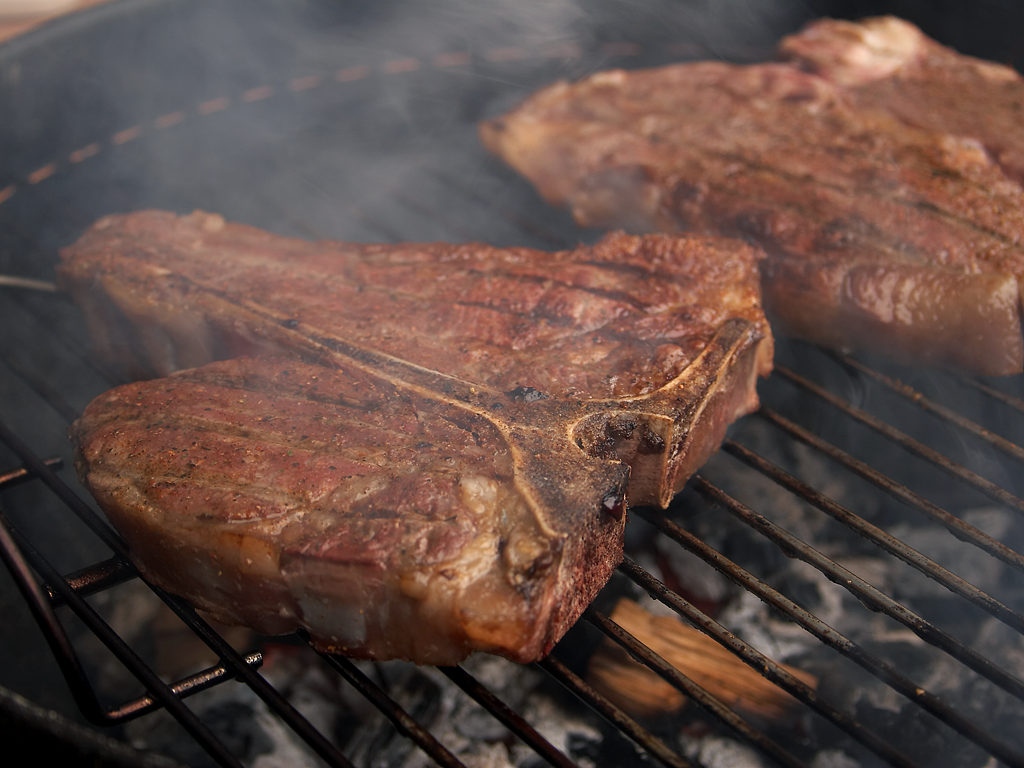
Porterhouse-Steaks auf dem Grill

Ein Steak (englisch steak [steɪk], aus altnordisch steik, „Braten“, zu steikja „am Spieß braten“; vgl. neuisländisch steik „Steak“ oder „Braten“; steikja, „braten“) ist eine zum Kurzbraten oder Grillen geeignete Rindfleischscheibe. Steaks, die von anderen Tier- und Fleischarten stammen, tragen einen entsprechenden Hinweis in ihrer Bezeichnung (z. B. Kalbssteak, Schweinesteak, Putensteak oder Hirschsteak). Auch quer zur Wirbelsäule geschnittene Scheiben von größeren festfleischigen Fischen wie Schwertfisch, Thunfisch, Hai oder Lachs werden als Steaks bezeichnet.

## Varianten

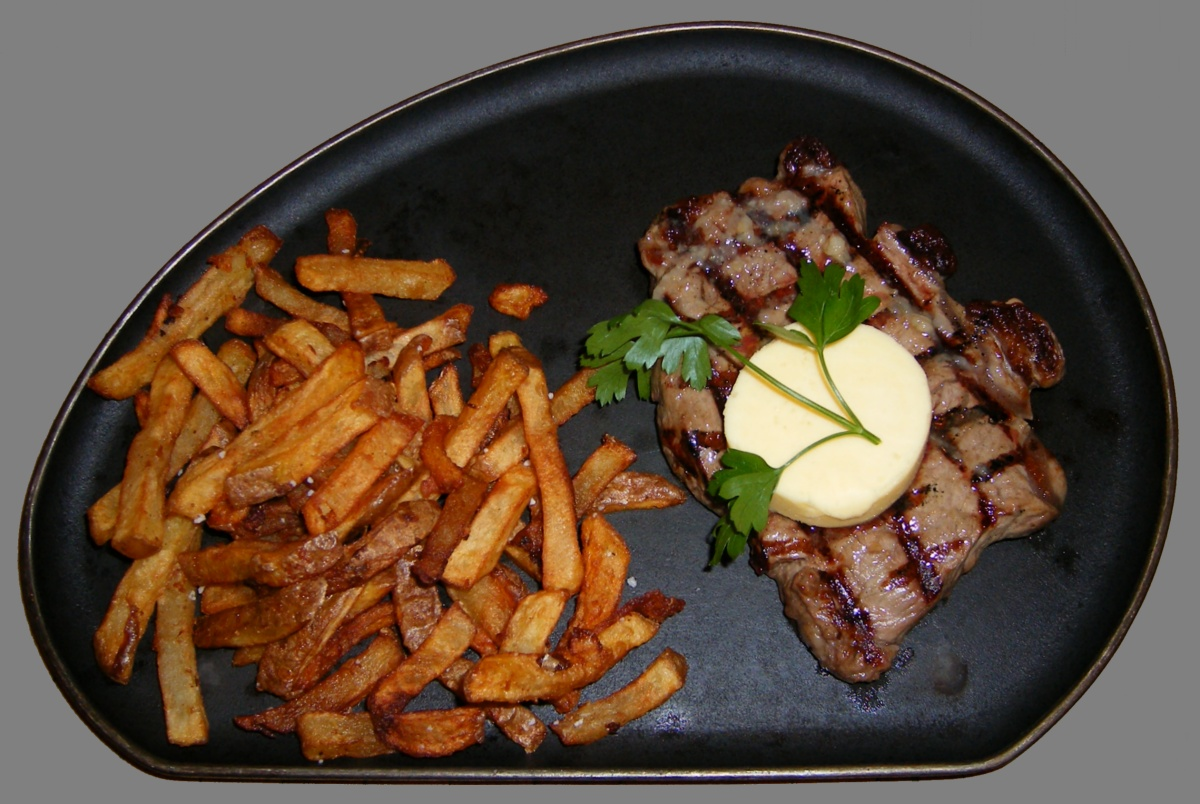
Sirloin-Steak mit Pommes frites

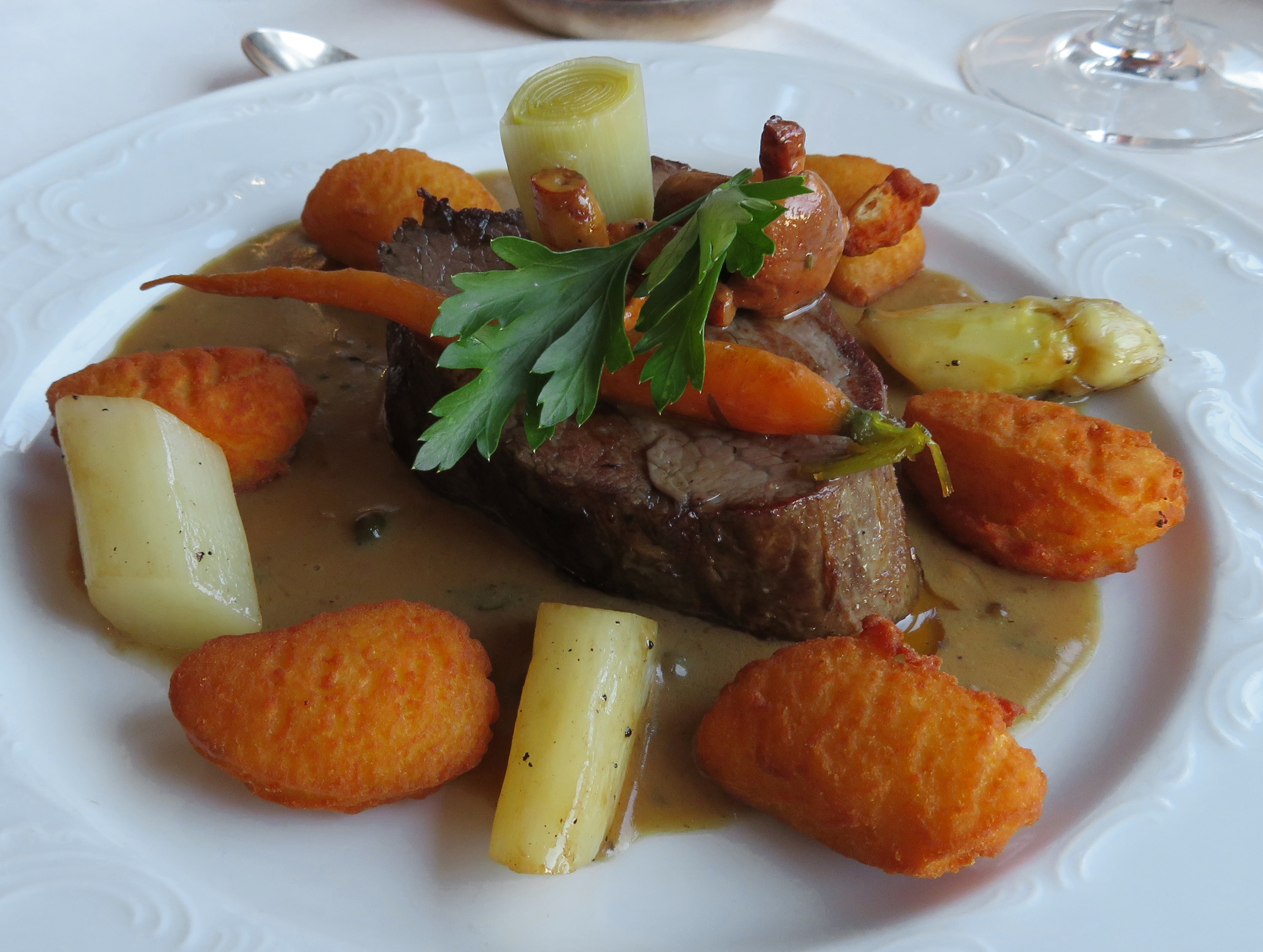
Filetsteak mit Pommes dauphine

- Nach deutscher Verkehrsauffassung sind die allgemein gehaltenen Begriffe Steak und Beefsteak identisch. Die Verwendung bestimmter Teilstücke ist nicht vorgeschrieben.[1] In Deutschland werden Beefsteaks häufig aus der Oberschale geschnitten. In Österreich hingegen wird der Begriff Beef-Steak fest definiert für ein Steak aus dem Rinderfilet verwendet.[3] Deutsches Beefsteak ist die Bezeichnung für ein Hacksteak, das kein Steak im eigentlichen Sinne ist, sondern eine geformte Hackfleischmasse, die ähnlich zubereitet und in gegartem Zustand verzehrt wird.[4]
- Beefsteak Tatar wird dagegen aus gewürztem Schabefleisch hergestellt und in rohem Zustand verzehrt.[5]
- Der Begriff Kluft wird in einigen Bereichen Norddeutschlands (Schleswig-Holstein, Hamburg und in Teilen Niedersachsens) nicht für die gesamte Keule, sondern nur für die in der Keule liegende Oberschale verwendet. Dementsprechend werden in diesen Regionen Kluftsteaks hauptsächlich aus der Oberschale geschnitten.
- T-Bone- und Porterhouse-Steak werden lebensmittelrechtlich nicht voneinander abgegrenzt. Ein T-Bone-Steak darf unter der Bezeichnung Porterhouse-Steak angeboten werden und umgekehrt.[6] Der Verbraucher erwartet beim Porterhouse-Steak jedoch einen größeren Filetanteil und eine insgesamt dickere Scheibe.
- Als Prime-Rib-Steak wird ein Steak aus der Hochrippe bezeichnet.[7] Es wird meist am Stück im Ofen gegart und erst zum Servieren in Scheiben geteilt.

## Fleischsorten

### Rindfleisch
Ein Rindersteak kann prinzipiell aus jeder zum Kurzbraten geeigneten Muskelpartie des Rindes geschnitten werden. Es werden allerdings bevorzugt magere, bindegewebsarme Teilstücke verwendet. Meist enthalten Steaks keine Knochen; Ausnahmen sind T-Bone-Steak und Porterhouse-Steak, zum Teil auch Club-Steak und amerikanische Zuschnittformen des Sirloin-Steaks (Pin Bone Sirloin Steak, Wedge Bone Sirloin Steak usw.). Nicht für alle Steaks ist vorgeschrieben, aus welchem Teilstück sie geschnitten werden, vielmehr sind Begriffe wie Schlemmersteak, Barbecue-Steak, Grill-Steak oder Ratsherren-Steak reine Phantasiebezeichnungen. Die meisten Steakzuschnitte sind jedoch lebensmittelrechtlich genau definiert, und ihre Bezeichnungen weisen eindeutig auf die Verwendung bestimmter Fleischstücke hin.
Geeignete Teilstücke des Rindes sind:
FiletUnterteilbar in die dünn auslaufende Filetspitze (Endstück), das hochwertige Mittelstück und den in der Keule liegenden, qualitativ nachstehenden Filetkopf.
Hüfte (auch Blume genannt)Ein Teilstück aus der Keule, das sich in den Hüftzapfen, die schmale und die dicke Hüfte zerlegen lässt. Die beiden letzteren Teilstücke bilden die sogenannte Steakhüfte (z. T. wird auch nur die dicke Hüfte für Steakzuschnitte verwendet).
OberschaleEin weiteres Teilstück aus der Keule, unterteilbar in die (runde) Oberschale, die sich eher zum Schmoren, etwa für Rouladen eignet, und das kleinere seitlich ansitzende Eckstück (auch Zapfen genannt), das eine bessere Eignung als Steakfleisch besitzt.
RoastbeefUnterteilbar in das runde Roastbeef, das zungenförmig in die Hohe Rippe hineinragt (daher in einigen Regionen auch Zungenstück genannt), sowie das flache Roastbeef, das aus dem unteren Rückenbereich stammt. Das flache Roastbeef mit Rückenknochen und Filet bezeichnet man als Große Lende.
Hochrippe (auch Hohe Rippe oder Hohes Roastbeef genannt)Liegt zwischen dem sechsten und dem neunten Brustwirbel. Die ausgelöste Hochrippe besteht aus dem flachen Hochrippendeckel sowie dem runden Roastbeef, das den mageren Kern bzw. das Auge (Rib-Eye) der Hochrippe bildet. Für Steaks können komplette Scheiben der Hochrippe (auch mit Knochen) oder nur der ausgelöste Kern verwendet werden.
Ein bekanntes Steak ist das T-Bone-Steak, das aus dem Fleisch des Roastbeefs und des Filets besteht und zusätzlich einen namensgebenden T-förmigen Lendenwirbelknochen enthält. Diese Steaks schneidet der Fleischer in bis zu 700 Gramm schwere Scheiben. Ein Rinderfilet-Medaillon dagegen besteht aus dem Fleisch der Filetspitze oder des Filetmittelstücks und wiegt unter 150 g. Allgemein wird bei knochenlosen Steaks ein Zuschnitt von ca. 200 g pro Person (160–250 g) empfohlen. Bei kleineren Zuschnitten (Tournedos, Filet mignon, Rinderfiletmedaillon) werden ggf. zwei Stücke Fleisch pro Person benötigt. Knochenhaltige Steaks sind aufgrund ihrer nicht verzehrbaren Bestandteile schwerer. Üblicherweise beträgt die Scheibenstärke eines Steaks mindestens zwei Zentimeter.
| Bezeichnung                        | Kurzbeschreibung                                                                                                   | Garzeit (Minuten je Seite) |
| ---------------------------------- | --- | -------------------------- |
| Chateaubriand                      | doppelt dick geschnittenes Filetsteak aus dem Mittelstück, 360 g                                                   | ca. 5–6                    |
| Club-Steak                         | Scheibe aus dem hinteren Teil der Hochrippe oder aus dem angrenzenden Roastbeef mit oder ohne Knochen              |                            |
| Entrecôte                          | klassischerweise eine Scheibe aus der Hochrippe, neuerdings auch vom Roastbeef, 200–550 g                          | ca. 4                      |
| Entrecôte double                   | 5–6 cm dicke Roastbeefscheibe, ca. 400–500 g                                                                       | ca. 10                     |
| Entrecôte Château                  | 6–9 cm dicke Roastbeefscheibe, ca. 600 g                                                                           | ca. 12–15                  |
| Filetsteak                         | Scheibe aus dem Filet(-mittelstück), ca. 160–220 g                                                                 | 2,5–3                      |
| Filet mignon                       | Scheibe aus der Filetspitze                                                                                        | 2,5–3                      |
| Hüftsteak oder Huftsteak           | 2–3 cm dicke Scheibe aus der Hüfte, wird auch Point-Steak genannt                                                  | 3–4                        |
| Kluftsteak                         | Steak aus der Keule (meist aus der Hüfte oder Oberschale)                                                          |                            |
| Porterhouse-Steak                  | großes Roastbeefsteak ca. 700–1000 g, mit Knochen und großem Filetanteil – dickerer Schnitt als beim T-Bone-Steak. | 12                         |
| Prime-Rib-Steak                    | aus dem mageren Kern der Hochrippe, ca. 2–3 cm dick und 200 g schwer                                               |                            |
| Rib-Eye-Steak oder Delmonico-Steak | Scheiben aus dem ausgelösten runden Roastbeef der Hochrippe, ca. 2–3 cm dick und 200 g schwer                      | 3–4                        |
| Rib-Steak oder Hochrippenkotelett  | knochenhaltiges Steak aus der Hochrippe                                                                            |                            |
| Rumpsteak                          | ca. 2–3 cm dicke Scheibe aus dem Roastbeef oder aus dem angrenzenden Teil der Hüfte (Blume) 200–250 g              | 4                          |
| Sirloin-Steak                      | englische Bezeichnung für Rumpsteak, Zuschnitt aber meist schwerer                                                 |                            |
| Tournedos                          | kleines Steak aus dem Filet, ca. 2 cm dick, 80–100 g                                                               | 2,5–3                      |
| Tenderloin-Steak                   | englische Bezeichnung für Filetsteak                                                                               | 2,5–3                      |
| T-Bone-Steak                       | Roastbeefscheibe mit Knochen und kleinem Filetanteil, 400–600 g; dünnerer Schnitt als beim Porterhouse-Steak.      | 8                          |
| Flanksteak                         | Aus der Dünnung/Bauchlappen, ca. 1000 g                                                                            | 8                          |
| Skirtsteak (Kronfleisch)           | Zwerchfell | 8                          |

Die Garzeiten beziehen sich auf gut abgehangenes Fleisch eines jungen Rindes und auf die Garstufe Medium.

### Fisch
Ein Fischsteak ist eine quer zur Mittelgräte geschnittene Scheibe des Fisches, im Vergleich zum Fischfilet, das immer parallel zur Mittelgräte geschnitten wird. Damit das Steak während des Garvorgangs nicht auseinanderfällt, muss das Fischfleisch ziemlich fest sein.
Geeignet für den Steakschnitt sind z. B. Lachs, Schwertfisch, Heilbutt, Steinbutt oder Thunfisch. Die größeren Fische ergeben grätenlose Steaks, kleinere Fische (wie Lachs) ergeben Steaks, die Haut, Fleisch, die Mittelgräte sowie kleinere Gräten enthalten. Fischsteaks werden üblicherweise gegrillt, gebraten, gebacken oder frittiert (mit oder ohne Panierung).

### Geflügelfleisch
Geflügelsteaks (Putensteak, Hähnchensteak) gewinnt man in der Regel aus dem ausgelösten Brustfilet der Tiere.

### Kalbfleisch

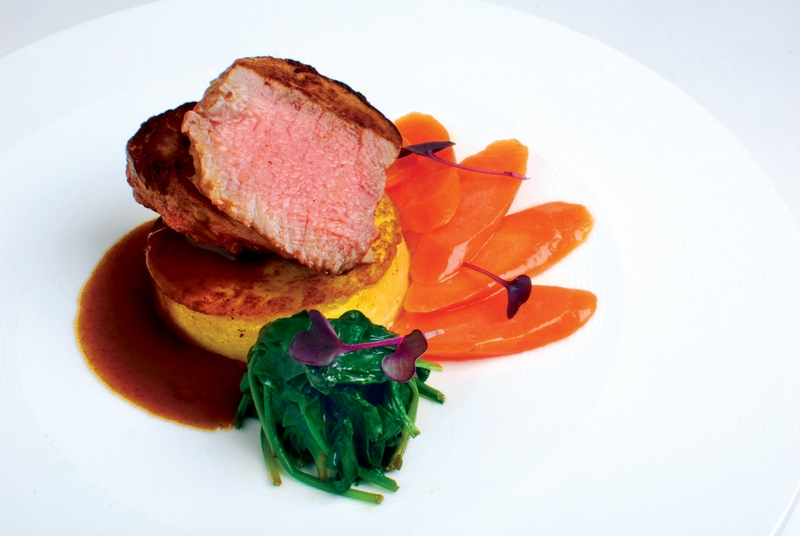
Ein rosa gebratenes Kalbssteak

Kalbsteaks werden in erster Linie aus dem Filet, dem Rücken und der Hüfte geschnitten. Eher kleine Steakscheiben aus dem Kalbsfilet bezeichnet man als Filet medaillon. Medaillon-Zuschnitte aus dem Filet anderer Tierarten tragen ergänzende Hinweise (z. B. Rinderfilet-Medaillon oder auch Medaillon vom Schweinefilet).

### Pferdefleisch
Pferdesteaks werden hauptsächlich aus dem Filet, dem Hinter- und Vorderrücken, der Oberschale und der Hüfte geschnitten.

### Schweinefleisch
Schweinesteaks stammen aus dem Nacken (Schweinenackensteak, Kammsteak vom Schwein), dem ausgelösten Kotelett (Schweinerückensteak, Minutensteak vom Schwein, Schmetterlingssteak vom Schwein), der Hüfte (Schweinesteak, Hüftsteak vom Schwein) oder dem Filet (Schweinefiletmedaillon). Holzfällersteaks vom Schwein werden aus dem Kamm (Nacken) oder der Schulter geschnitten und können Knochen enthalten.

### Hirschfleisch
Aus Hirschfleisch werden Steaks, Hirschfilets oder Medaillons geschnitten.

## Zubereitung
Alle Steaks (mit Ausnahme von Fischsteaks) werden durch Braten oder Grillen gegart, selten auch durch Pochieren. Zunehmend setzt sich aber bei einigen Steaksorten das kurze, scharfe Anbraten, mit anschließendem Garen im vorgeheizten Herd durch. Hierbei werden verschiedene Garstufen unterschieden.
Bevor ein Steak auf den Grill oder in die Pfanne kommt, sollte es einige Zeit bei Zimmertemperatur gelagert werden, damit die Kerntemperatur die Umgebungstemperatur (ca. 20 °C) erreicht.
| Garstufe           | Kerntemperatur | Deutsch         | Englisch             | Französisch |
| ------------------ | -------------- | --------------- | -------------------- | ----------- |
| roh                | 20 °C          | roh             | raw                  | cru         |
| fast roh           | 36 °C          | blau            | blue rare, very rare | bleu        |
| Kern roh           | max. 45 °C     | blutig          | rare                 | saignant    |
| innerer Kern roh   | max. 55 °C     | englisch        | medium rare          | medium      |
| halb durchgebraten | 56–61 °C       | rosa            | medium               | anglaise    |
| fast durchgebraten | 61–68 °C       | halbrosa        | medium well          | à point     |
| durchgebraten      | >68 °C         | durch(gebraten) | well done            | bien cuit   |

Das in der Pfanne zubereitete Steak sollte vor dem Servieren in der vorgewärmten Backröhre für ca. fünf bis acht Minuten ruhen. Der Grund dafür ist, dass die Fleischfasern durch den erhitzten Fleischsaft unter starker Spannung stehen und somit beim Anschnitt viel Saft austritt. Durch das Ruhen reduziert sich der Druck in den Zellen und somit der Saftaustritt beim Anschnitt.